# Palacio del Marqués de Manzanedo

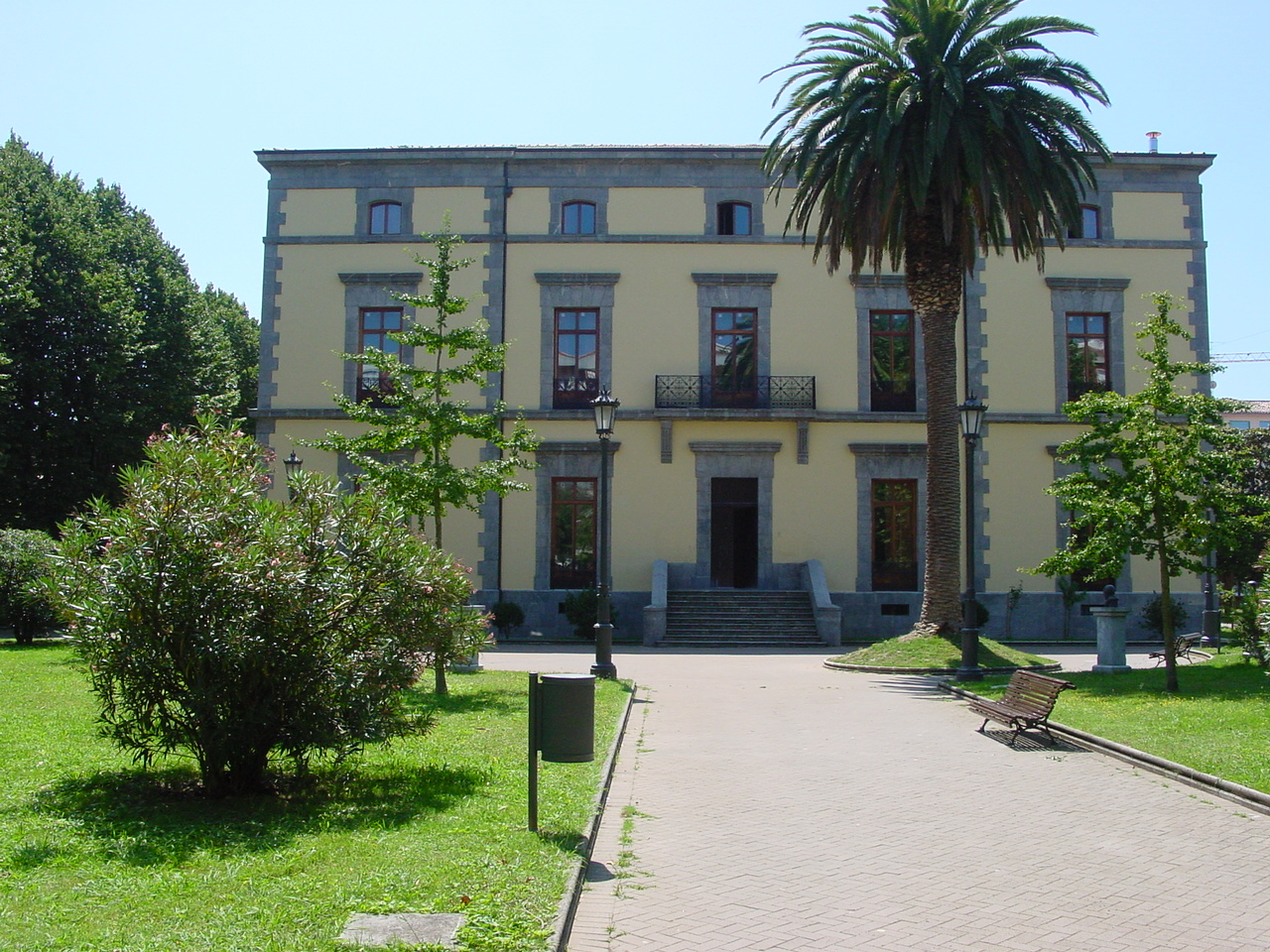
Fachada lateral del palacio.

El palacio de Manzanedo se encuentra en la villa de Santoña en Cantabria (España). Lo mandó construir en 1864 Juan Manuel de Manzanedo y González de la Teja, marqués de Manzanedo y duque de Santoña. El arquitecto y director de las obras fue Antonio Ruiz de Salces.
De estilo neoclásico y de planta casi cuadrada, consta de dos edificios y cocheras. Posee dos pisos y desván. Está edificado en mampostería enfoscada y sillería en el basamento, esquinas y vanos. Las fachadas se presentan con grandes ventanales y un balcón en el segundo piso. La puerta de entrada es de arco de medio punto. En los últimos años el edificio ha sido rehabilitado y en la actualidad alberga el consistorio municipal.
- El contenido de este artículo incorpora material de una entrada de la Enciclopedia Libre Universal, publicada en español bajo la licencia Creative Commons Compartir-Igual 3.0.

- Datos: Q6058588
- Multimedia: Palacio del Marqués de Manzanedo, Santoña / Q6058588